# MacCabe Park
MacCabe Park är en park i Australien. Den ligger i delstaten New South Wales, i den sydöstra delen av landet, omkring 70 kilometer sydväst om delstatshuvudstaden Sydney.
Trakten är tätbefolkad. Närmaste större samhälle är Wollongong, nära MacCabe Park. Genomsnittlig årsnederbörd är 1 288 millimeter. Den regnigaste månaden är februari, med i genomsnitt 215 mm nederbörd, och den torraste är juli, med 34 mm nederbörd.